# Theta Draconis
Theta Draconis (θ Draconis, förkortat Theta Dra, θ Dra) som är stjärnans Bayerbeteckning, är en stjärna belägen i sydvästra delen av stjärnbilden Draken. Den har en skenbar magnitud på +4,12 och är synlig för blotta ögat. Baserat på parallaxmätning inom Hipparcosuppdraget på 11,1 mas, beräknas den befinna sig på ett avstånd av 68,6 ljusår (21 parsek) från solen.

## Egenskaper
Theta Draconis är en gulvit stjärna i huvudserien av spektralklass F9 V. Den har en massa som är omkring 20 procent större än solens och en radie som är 2,5 gånger solens radie. Den utsänder från sin yttre atmosfär 8,7 gånger mer energi än solen vid en effektiv temperatur på 6 290 K, vilket ger stjärnan den färg som karakteriserar stjärnor av F-typ. Theta Draconis är ca 3,1 miljarder år gammal och roterar med en prognostiserad rotationshastighet på 27 km/s. 